# Gestüt Kisbér

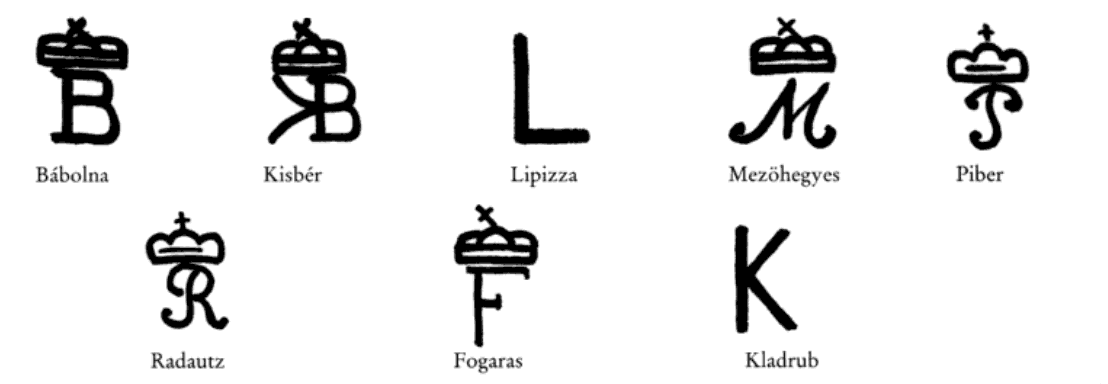
Gestütsbrände der kk. Staatspferdezuchtanstalten

Das Gestüt Kisbér war ein Gestüt in dem Ort Kisbér im Komitat Komárom-Esztergom in Ungarn. Es wurde als Kaiserlich-königliches Ungarisches Staatsgestüt mit Dekret vom 9. Juli 1852 vom Kaiser Franz Joseph gegründet.

## Geschichte

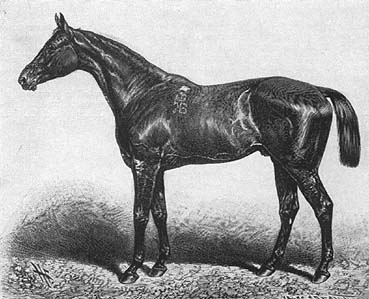
Idealbild eines Kisbérer Halbblut

Im Jahr 1852 wurde 25 km südöstlich des schon bestehenden Gestütes Bábolna das k.k. Militärgestüt Kisbér gegründet. Die benötigten Ländereien und Grundstücke, ein Gutshof und das Schloss des Grafen Kasimir Batthyány wurden beschlagnahmt.
Gezüchtet wurden in der k.k. Staatspferdezuchtanstalt englische Halb- und Vollblutpferde. Dazu erfolgten 1854 Importe von Stuten aus England.
Im Jahr 1865 kam es unter die ungarische Krone und wurde als königlich-ungarisches Staatsgestüt geführt. Hier wurde auch im Jahre 1873 ein Vollbluthengst geboren, der in die Geschichte des Pferdesports einging. Dessen Vater war der 1865 aus England vom Gestüt Kisbér importierte Hengst Buccaneer, die Mutter war die Vollblutstute Mineral. Das einjährige Fohlen, das man anfangs „Hungarian Colt“ nannte wurde von den Brüdern Alexander und Hector Baltazzi für 500 Gulden erworben und nach England ausgeführt. Hier wurde es in einem Zuchtzentrum in Newmarket  trainiert. Dieses Pferd, welches erst vor dem ersten Rennen den Namen 'Kisbér' erhielt, gewann 1876 überraschend das englische Epson-Derby und kurz danach auch den Grand Prix de Paris. Durch diesen Rennerfolg erlangte dieser Hengst internationale Anerkennung. Ab 1877 wurde 'Kisbér' als Zuchthengst benutzt. Er wurde zum Vater von zahlreichen Fohlen, die später bedeutende Rennen auch im Deutschen Derby errangen (Hardenberg 1893, Sperber 1894, Trollhetta 1896). Im Jahre 1886 kam Kisbér nach Deutschland zuerst zum Gestüt Harzburg und später nach Hamburg, wo es 1896 mit 23 Jahren starb.
Nach dem Ersten Weltkrieg verlor das Gestüt seinen kompletten Tierbestand von 2.907 Pferden, da dieser nach Rumänien gebracht wurde.
Vom ehemaligen Gestüt blieben der gräfliche Gutshof und das Schlossgebäude erhalten (mit geänderter Nutzung).

## Kisber Felver

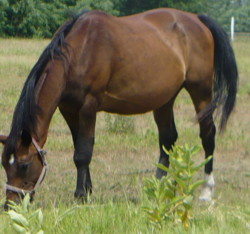
Kisber Felver Wallach, 2008

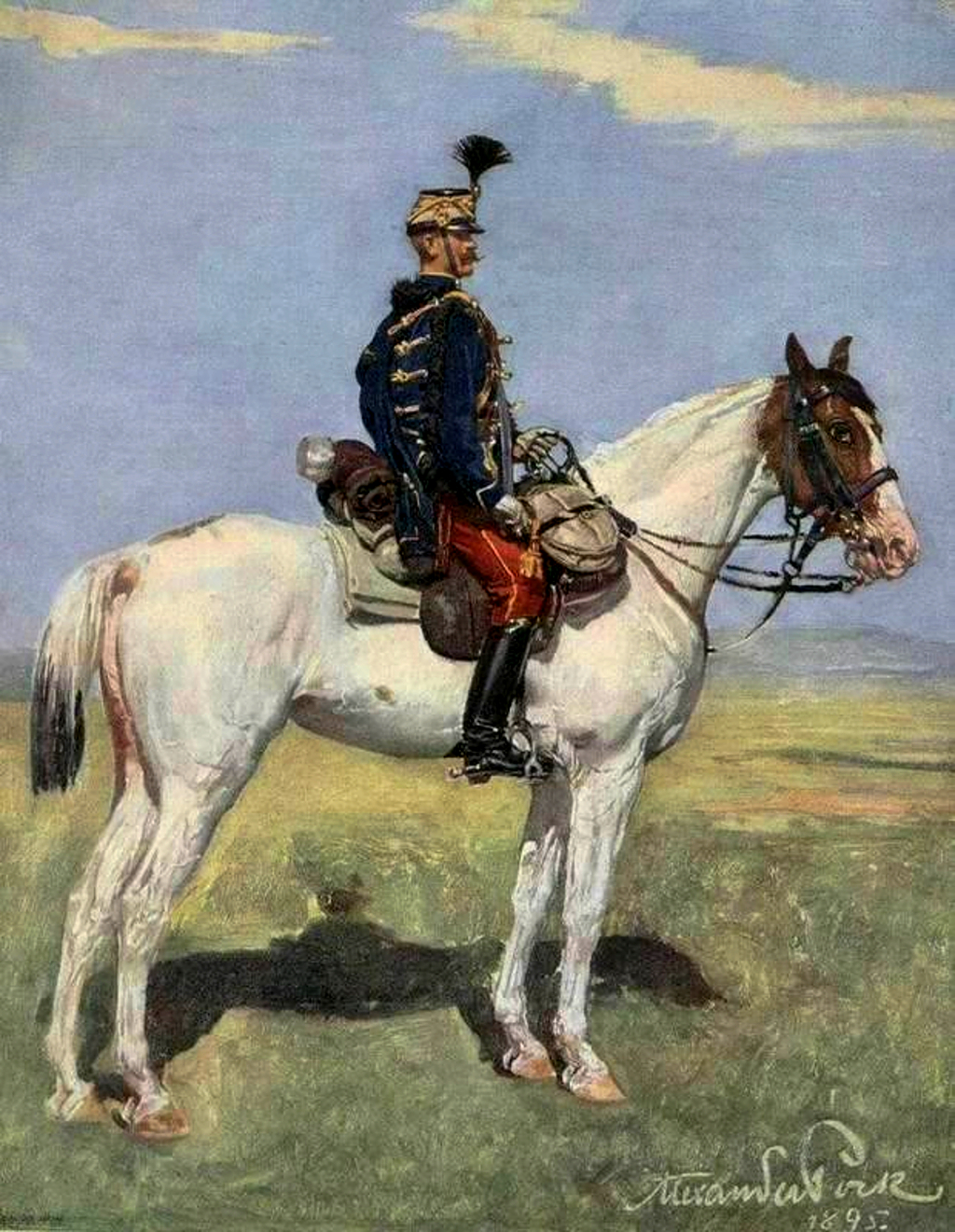
Ungarischer Husar auf einem Kisber Felver, 1895

Der Kisber Felver (ungarisch kisbéri-félvér, „Kisbér-Halbblut“) ist eine ungarische Sportpferd-Rasse
Die Rasse wurde um 1853 im Gestüt Kisbér für das Militär entwickelt. Das Stutbuch wurde 1860 eröffnet. Die Rasse hat sich heute zum modernen Sportpferd entwickelt. Sie ist selten und war 2018 vom Aussterben bedroht. Das Zuchtziel liegt bei einem Stockmaß 1,55 m und 1,72 m, mit feinem Kopf und geradem Profil. Braune und Füchse überwiegen.